# Philoros colombina
Philoros colombina är en fjärilsart som beskrevs av Max Wilhelm Karl Draudt 1915. Philoros colombina ingår i släktet Philoros och familjen björnspinnare. Inga underarter finns listade i Catalogue of Life.